# Anna Seidel (Handballspielerin)
Anna Seidel (geboren am 18. Juli 1995) ist eine ehemalige deutsche Handballspielerin.

## Vereinskarriere
Seidel begann mit sechs Jahren das Handballspielen bei der DJK Adler 07 Bottrop. Nachdem Seidel ab 2006 für die TV Biefang 1912 aufgelaufen war, spielte sie ab der Saison 2010/11 bei Bayer 04 Leverkusen. In der Saison 2013/14 gab die 1,75 Meter große Kreisläuferin ihr Bundesligadebüt für Bayer 04 Leverkusen. Sie war 2019 Mannschaftskapitänin des TSV.
Im Jahr 2020 beendete sie ihre Handballkarriere zugunsten ihres Studiums.

## Nationalmannschaft
Für die deutsche Nationalmannschaft wurde sie im Jahr 2016 in den erweiterten Kader berufen.

## Erfolge
Sie wurde in den Jahren 2013 und 2014 mit Leverkusen Deutscher A-Jugend-Meister.